# Slavomír Kňazovický
Slavomír Kňazovický (Piešťany, 3 maggio 1969) è un ex canoista slovacco.
Ha vinto una medaglia d'argento nel C1 500 m alle Olimpiadi di Atlanta 1996.

## Palmarès
- Olimpiadi

Atlanta 1996: argento nel C1 500 m.
- Mondiali

1994: bronzo nel C4 500 m.
1998: argento nel C1 200 m.
1999: bronzo nel C1 200 m.
- Campionati europei di canoa/kayak sprint

Plovdiv 1997: oro nel C1 200 m e argento nel C4 200m.
Zagabria 1999: bronzo nel C1 200 m.